# 何業健
何業健（?—?），陝西省興安府石泉縣人，清朝政治人物、同進士出身。
光緒二十一年（1895年），参加光緒乙未科殿試，登進士三甲54名。同年五月，改翰林院庶吉士。光緒二十四年四月，散館，著以知县即用。